# Termoakumulacijska peć
Termoakumulacijska peć (ponekad se naziva i akumulacijska peć) sprema (akumulira) toplinu koju električni grijači stvaraju noću, kad je električna energija jeftinija, a tijekom dana tu toplinu polagano odaju i zagrijavaju prostoriju. Akumulator topline takve peći sačinjava blok od magnezitne opeke, nekog kamena ili metala u koji su ugrađeni grijači, obično cjevastog tipa, snage od 1,5 do 7,5 kW. Oko te jezgre, ugrijane i do 600 °C postavljen je izolacijski sloj koji sprečava odlazak topline. Kao vanjska obloga peći služi lim ili keramičke pločice. Takve peći služe za osnovno grijanje prostorija. Prema načinu kako predaju toplinu prostoriji razlikuju se 3 sistema gradnje. Peći građene po prvom sistemu imaju takvu toplinsku izolaciju oko jezgre da propušta upravo toliko topline koliko je potrebno za grijanje prostorija. U drugoj izvedbi kroz jezgru prolaze kanali kojima zrak prirodno ili prisilno struji (ventilator). U trećoj izvedbi, koja je najčešća, jezgra je vrlo dobro toplinski izolirana, tako da kroz vanjsku oblogu predaje samo neznatne količine topline dovoljne za minimalno zagrijavanje prostorija; ostala toplina odaje se gotovo isključivo konvekcijom s pomoću zraka koji prisilno cirkulira kroz zagrijevne kanale. Poseban automatski uređaj regulira zagrijavanje jezgre, a da bi se održala određena sobna temperatura, regulatori topline i vremenske sklopke otvaraju prolaz za ugrijani zrak, te uključuju i isključuju ventilator. 
Po pravilu svi se akumulacijski sistemi grade tako da se u slučaju veće hladnoće mogu priključiti na električnu mrežu i danju. Neke akumulacijske peći imaju i dodatne grijače snage do 1,5 kW, kojima se kod veće hladnoće i preko dana dogrijava peć. Sobne termoakumulacijske peći teške su od 100 do 400 kilograma.